# 김지성 (1985년)
김지성(1985년 7월 20일 ~ )은 전 KBO 리그 KIA 타이거즈의 내야수이다. 개명 이전 이름은 김영관이다.

## 한국 독립야구 시절

### 고양 원더스시절
한양대학교를 학사 학위하고 지명을 받지 못해서 현역 복무를 마친 후 트라이아웃을 통해 고양 원더스에 입단하였다. 동생 김민수도 같이 고양 원더스에 입단했으나 어깨 부상으로 프로 골프 선수로 전향했다.

## 한국 프로야구 시절

### LG 트윈스시절
2012년 8월 21일 LG 트윈스의 부름을 받아 8월 24일에 입단하여 고양 원더스 선수로써 2번째로 프로에 이적한 선수가 되었다.
2016년 별다른 활약을 보여주지 못하고 방출되었다.

### KIA 타이거즈시절
2017년에 입단하였다.
2018년 4월 30일에 방출되었다.

## 출신 학교
- 서울봉천초등학교
- 강남중학교
- 선린인터넷고등학교
- 한양대학교

## 통산 기록
| 연도 | 팀명  | 타율  | 경기 | 타수 | 득점 | 안타 | 2루타 | 3루타 | 홈런 | 루타 | 타점 | 도루 | 도실 | 볼넷 | 사구 | 삼진 | 병살 | 실책 |
| ---- | ----- | ----- | ---- | ---- | ---- | ---- | ----- | ----- | ---- | ---- | ---- | ---- | ---- | ---- | ---- | ---- | ---- | ---- |
| 2012 | LG    | 0.077 | 6    | 13   | 0    | 1    | 0     | 0     | 0    | 1    | 2    | 1    | 0    | 1    | 0    | 3    | 0    | 0    |
| 2013 | LG    | 0.000 | 2    | 1    | 0    | 0    | 0     | 0     | 0    | 0    | 0    | 0    | 0    | 0    | 0    | 0    | 0    | 0    |
| 2014 | LG    | 0.167 | 13   | 6    | 2    | 1    | 0     | 1     | 0    | 3    | 1    | 0    | 0    | 1    | 0    | 4    | 0    | 1    |
| 2015 | LG    | 0.143 | 20   | 21   | 2    | 3    | 0     | 0     | 1    | 6    | 2    | 0    | 0    | 0    | 0    | 9    | 1    | 3    |
| 2016 | LG    | 0.000 | 2    | 3    | 0    | 0    | 0     | 0     | 0    | 0    | 0    | 0    | 0    | 0    | 0    | 0    | 1    | 0    |
| 2017 | KIA   | 0.234 | 37   | 47   | 6    | 11   | 3     | 0     | 2    | 20   | 4    | 1    | 0    | 1    | 1    | 14   | 1    | 3    |
| 2018 | KIA   | -     | 1    | 0    | 0    | 0    | 0     | 0     | 0    | 0    | 0    | 0    | 0    | 0    | 0    | 0    | 0    | 0    |
| 통산 | 7시즌 | 0.176 | 81   | 91   | 10   | 16   | 3     | 1     | 3    | 30   | 9    | 2    | 0    | 3    | 1    | 30   | 3    | 7    |